# Atlantide, les mots du monde
Pour les articles homonymes, voir Atlantide (homonymie).
Atlantide, les mots du monde est un festival annuel de littérature du monde créé en 2013. Il a lieu à Nantes.

## Description
Atlantide, Les Mots du Monde est créé en 2013 par La Cité des Congrès de Nantes et le Lieu Unique. La première édition est consacrée aux mythes et à l'écrivain Antonio Lobo Antunès. Il s'agit d'un festival de toutes les littératures. Le festival invite chaque année, une cinquantaine d’écrivains et d'écrivaines de toutes nationalités afin d'échanger sur les enjeux de nos sociétés contemporaines.
De 2013 à 2017, Alberto Manguel directeur de la Bibliothèque Nationale d’Argentine assure la direction artistique. En 2018, Alain Mabanckou prend la suite,. Le festival porte une attention particulière aux littératures du monde. Il propose un état du monde à travers la littérature.
Pour l'édition 2025, le festival accueille 57 auteurs et autrices originaires de 25 pays. Le festival propose des rencontres autour de thématiques contemporaines : capitalisme, féminismes, diasporas, racisme, montée des extrémismes.